# Darío Letona
Darío Letona Vera, mais conhecido como Darío Letona (Arequipa, 11 de outubro de 1903 — Data e local de falecimento desconhecidos), foi um pugilista e treinador peruano.

## Carreira

### Outros esportes
No Brasil, Darío Letona surgiu em Santos na década de 1930, apresentando-se como professor de ginástica e preparador físico, formado com o Curso de Esportes e Massagens pela Escola Militar de Chorrillos, em Lima (Peru). Por esta época, também exibia-se em várias cidades do país em lutas de boxe.
Foi contratado por diversos clubes da cidade. No Tênis Clube de Santos, organizou o primeiro campeonato permanente de natação e ministrou aulas para associados até 1941. Na Associação Atlética dos Portuários de Santos e na Portuguesa Santista, trabalhou na preparação e treinamento de pugilistas amadores, função que voltaria a realizar anos mais tarde, em 1947, no Atlético Mineiro.
Em 1942, formou-se na Escola Superior de Educação Física de São Paulo (atual USP) com o Curso Especializado de Futebol e Tênis, sendo já formado pela Escola Militar de Chorrillos. Foi também professor de esgrima, tênis, natação e boxe. Exerceu também o cargo de professor de Educação Física do Ginásio Municipal de Barretos, no Interior de São Paulo.
Em Porto Alegre, foi técnico de natação do Grêmio Náutico União, tendo uma academia de cultura física na capital gaúcha.

### Futebol
O primeiro clube de futebol que treinou foi o Santos, função que exerceu de 1940 a 1941.
Posteriormente treinou diversos times de futebol pelo Brasil: Guarani, Figueirense, Internacional, Atlético Mineiro, Vitória, Coritiba, Noroeste, além de várias outras equipes de menor expressão.
Em 1946, comandou a Seleção de Goiás no Campeonato Brasileiro de Seleções Estaduais.
Escreveu um livro sobre técnicas e táticas do futebol, mostrando, por exemplo, o arremesso lateral direto para o gol, e defendia ter sido o criador do esquema 4-2-4. Também registrou em cartório da cidade de Pelotas ter sido o autor da tática "sanfona" 3-2-5.